# Sergei Wiktorowitsch Saljotin
Sergei Wiktorowitsch Saljotin (russisch Сергей Викторович Залётин, wiss. Transliteration Sergej Viktorovič Zalëtin; * 21. April 1962 in Schtschokino, Oblast Tula, UdSSR) ist ein ehemaliger russischer Kosmonaut.

## Militärische Ausbildung
Saljotin besuchte bis 1983 die Höhere Militärschule in Borissoglebsk und wurde danach Kampfflieger in der sowjetischen Luftwaffe. Ab Februar 1994 war er Ausbilder bei den Fallschirmjägern und kann mehr als 1.350 Flugstunden auf fünf Flugzeugtypen sowie mehr als 220 Fallschirmsprünge nachweisen. Er hat den Rang eines Obersten der Russischen Luftstreitkräfte inne. Außerdem besitzt er einen Abschluss in Umweltmanagement der Russischen Staatlichen Akademie für Erdöl und Gas. Im Jahr 2007 schloss er die Militärakademie der Luftstreitkräfte mit einer Goldmedaille ab.

## Kosmonautentätigkeit
Am 11. Mai 1990 wurde Saljotin als Pilot der Luftstreitkräfte und Kandidat des Kosmonautentrainingszentrums ausgewählt, seine Kosmonauten-Grundausbildung schloss er im März 1992 ab. 2000 war Sergei Saljotin Mitglied der letzten Mir-Stammbesatzung. Der Internationalen Raumstation stattete er mit Sojus TMA-1 2002 einen Besuch ab.
Saljotin verließ das Kosmonautenkorps am 20. September 2004, um als Laborchef beim Russischen Staatlichen Wissenschaftlichen Forschungsinstitut und als Ausbilder im Kosmonautentrainingszentrum zu arbeiten. Am 3. Oktober 2004 wurde er als Abgeordneter in die Duma des Oblasts Tula gewählt, am 11. Januar 2011 kehrte er in das Kosmonautenkorps zurück.
Im Juli 2013 wurde Saljotin als Kommandant von Sojus TMA-19M berufen, er sollte im November 2015 mit Timothy Kopra und Timothy Peake den ISS-Expeditionen 46 und 47 angehören, allerdings schied er am 1. Mai 2014 aus medizinischen Gründen wieder aus dem Kosmonautenkader aus. Er wurde durch Juri Malentschenko ersetzt.

## Privates
Saljotin ist verheiratet und hat einen Sohn. Seine Hobbys sind Schach, Sport und Reisen.